# Vlčí hora (rozhledna)
Vlčí hora (německy Wolfsberg) je zděná rozhledna na stejnojmenné hoře (591 m) v Krásné Lípě (část obce Vlčí Hora) v Ústeckém kraji. Stavba z roku 1889 je vysoká 16 metrů.

## Historie

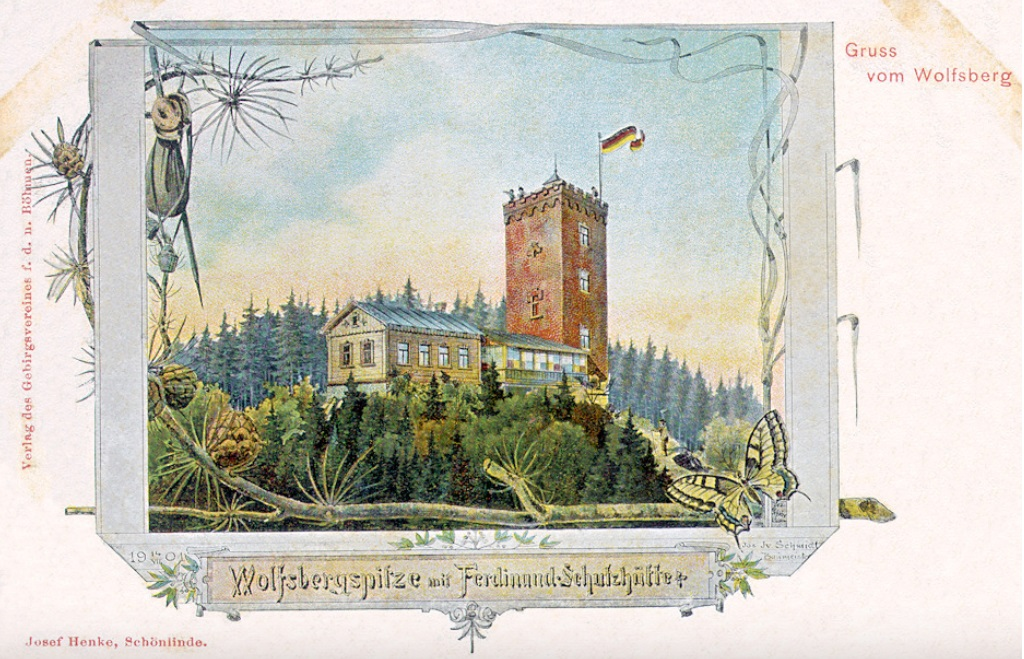
Pohlednice rozhledny na Vlčí hoře

Dne 13. prosince 1885 byl založen Gebirgsverein für das nördlichste Böhmen (Horský spolek pro nejsevernější Čechy). Na zasedání jeho spolkových sekcí Wolfsberg (Vlčí hora) a Schönlinde dne 28. února 1886 se jejich členové shodli na záměru postavit na Vlčí hoře rozhlednu. Majitel pozemků, kterým byl hrabě Franz ze Salm-Reifferscheidtu, se stavbou souhlasil. Prvním stavební počinem byla úprava pramene Veronika Brunnen (Veroničina či Verunčina studánka) na jihovýchodním svahu. Místo bylo opatřeno přístřeškem a pramen byl obložen velkými tefritovými kameny. Na začátku roku 1887 zadal horský spolek rumburskému staviteli Josefu Hampelovi zakázku na vypracování plánů. Dne 11. září téhož roku byla při vrcholu otevřena dřevěná chata postavená tesařským mistrem Paulem Adamem z Brtníků. V květnu 1888 začala stavba samotné rozhledny. Financována byla přibližně polovinou z prostředků spolku a druhou polovinou z veřejné sbírky a dalších darů. Stavební materiál, včetně 20 tisíc pálených cihel, vynosili na vrch dobrovolníci.
Rozhledna byla slavnostně otevřena 19. května 1889 a stala se tak první zděnou rozhlednou postavenou ve Šluknovském výběžku. V dalších letech docházelo k různým stavebním úpravám. Již v roce 1901 došlo k přestavbě a rozšíření chaty, která byla následně podle jednoho z donátorů nazývána Ferdinand-Schutzhütte (Ferdinandova horská chata) či Ferdinand-Michel-Haus (Dům Ferdinanda Michela). Původní vyhlídková plošina získala v roce 1908 prosklenou nástavbu se zastřešením a výška rozhledny se tak zvýšila na 16 metrů z původních 12. Roku 1933 bylo rozhodnuto o obložení rozhledny dřevem.
V poválečném období sloužila ještě rozhledna s chatou turistům, a to až do chvíle, kdy si zde zřídila armáda svou pozorovatelnu. V roce 1953 vojsko rozhlednu s chatou opustilo, stavby však začaly chátrat a v roce 1957 došlo k jejich vyrabování. Stavbu zachránili dobrovolníci z okolí, kteří dali rozhlednu dohromady a ta mohla být od roku 1961 znovu otevřena turistů. Chata však chátrala a v roce 1967 na ni byl vydán demoliční výměr. Stavbu opět zachránili dobrovolníci a od roku 1972, kdy byla chata prodána manželům Jandovým, sloužila chata k soukromým rekreačním účelům. Silná vichřice v roce 1984 odnesla střechu. Na počátku 90. let 20. století bylo v chatě krátce otevřeno občerstvení. V letech 1996–1999 prošla rozhledna celkovou rekonstrukcí a ke 110. výročí svého vzniku byla slavnostně znovuotevřena. Majitelem rozhledny se stalo město Krásná Lípa, které ji pronajalo Klubu českých turistů Krásná Lípa. V roce 2005 byla vichřicí opět poničena střecha.
V noci ze 3. na 4. dubna 2023 vypukl v dřevěné chatě úmyslně založený požár, který chatu zcela zničil a zároveň poškodil dřevěné obložení rozhledny a spodní část schodiště. Kamenné základy chaty získal do svého vlastnictví ještě téhož roku KČT Krásná Lípa. Rozhledna byla za pomoci veřejné sbírky, města Krásná Lípa a mnoha dobrovolníků opravena a znovu uvedena do provozu.
Rozhledna je otevřena celoročně. V turistické sezóně od začátku dubna do konce října denně, mimo sezónu pak o víkendech a během vánočních prázdnin.

## Popis
Rozhledna stojí na samém vrcholu tefritového vrchu Vlčí hora (591 m). Hranolová stavba je postavena na čtvercovém půdorysu. Postavena je z pálených cihel, které tvořily do roku 1933 pohledovou fasádu. Vnější plášť je obložen dřevem. Původní vrcholové cimbuří kryje prosklená nástavba s jehlanovou střechou.
Dřevěná chata byla s rozhlednou stavebně propojena a její jižní stěna umožňovala výhled k jihu. Stavba byla celodřevěná, základy kamenné. Uvnitř byl umístěn velký lokál s kuchyní. Stavba byla zničena při požáru v roce 2023.

## Turistika
Přes západní úbočí Vlčí hory vede červeně značená turistická trasa s odbočkou k Verunčině studánce. K vrcholu vede žlutě značená turistická trasa, jež začíná na nádraží v Panském a směřuje dále na Dymník (517 m), a také Köglerova naučná stezka. Rozhledna umožňuje dokonalý kruhový výhled na velkou část Šluknovské pahorkatiny a dále na Českosaské Švýcarsko, Lužické a Jizerské hory.

## Galerie

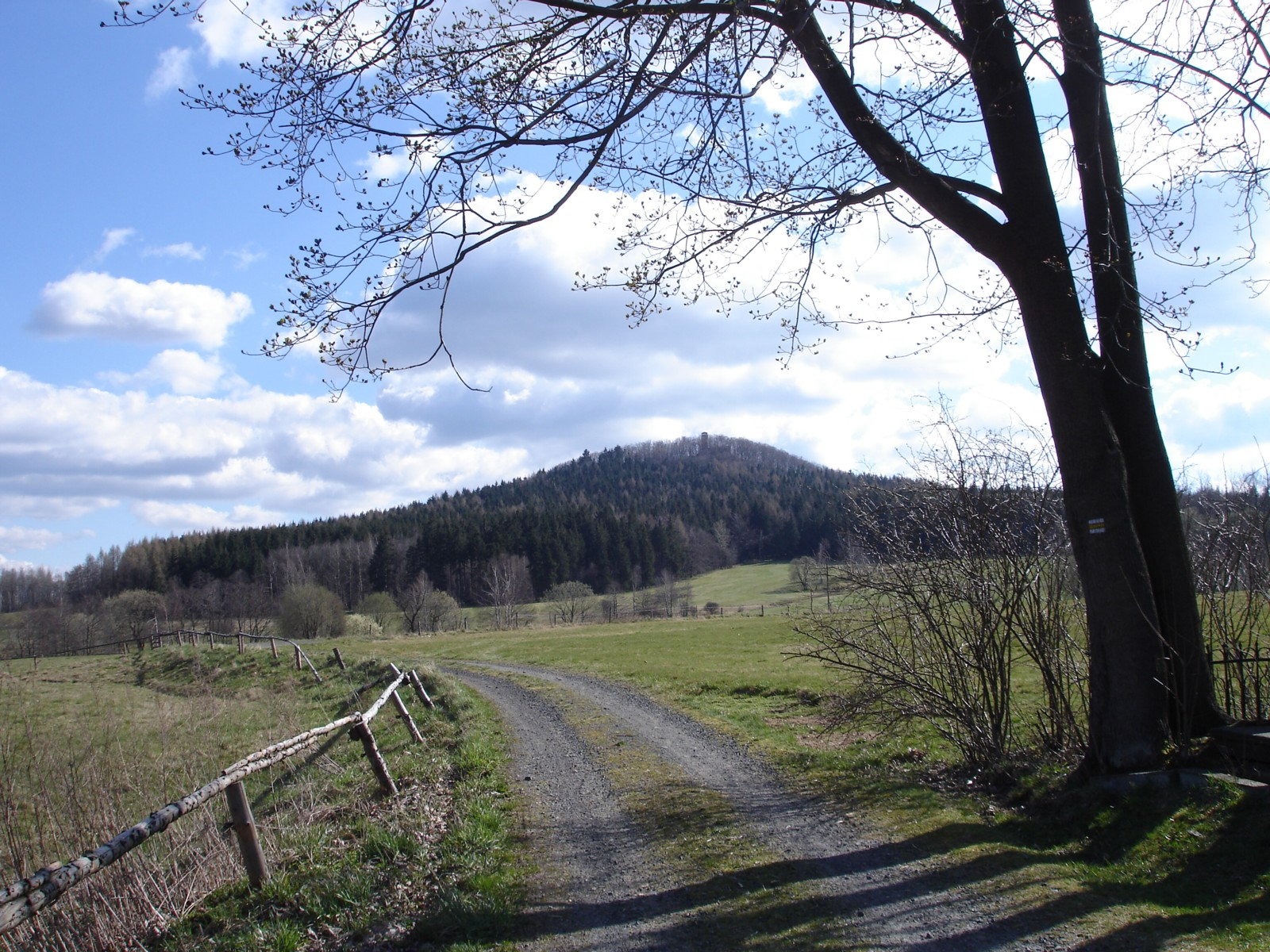
Vlčí hora
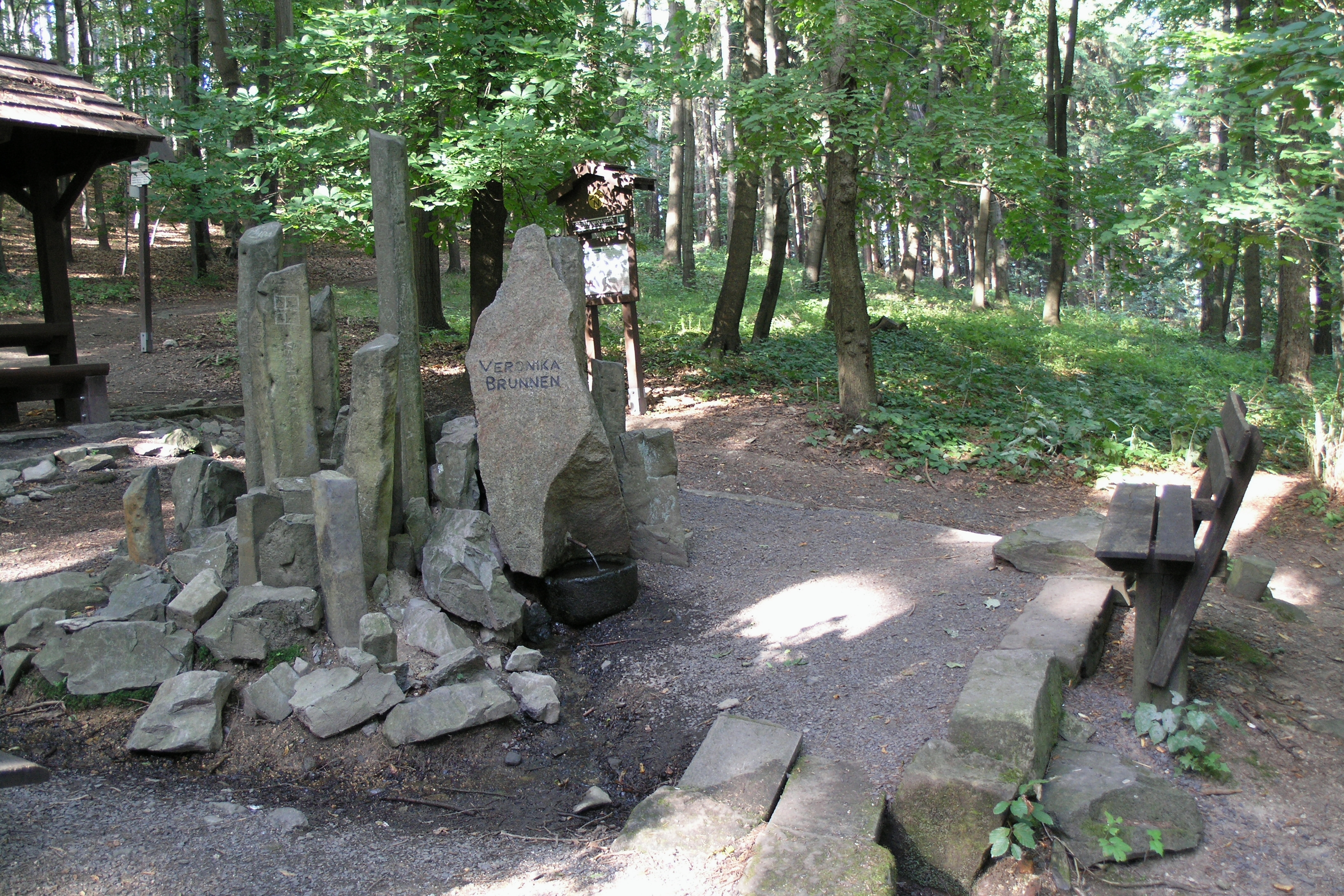
Verunčina studánka
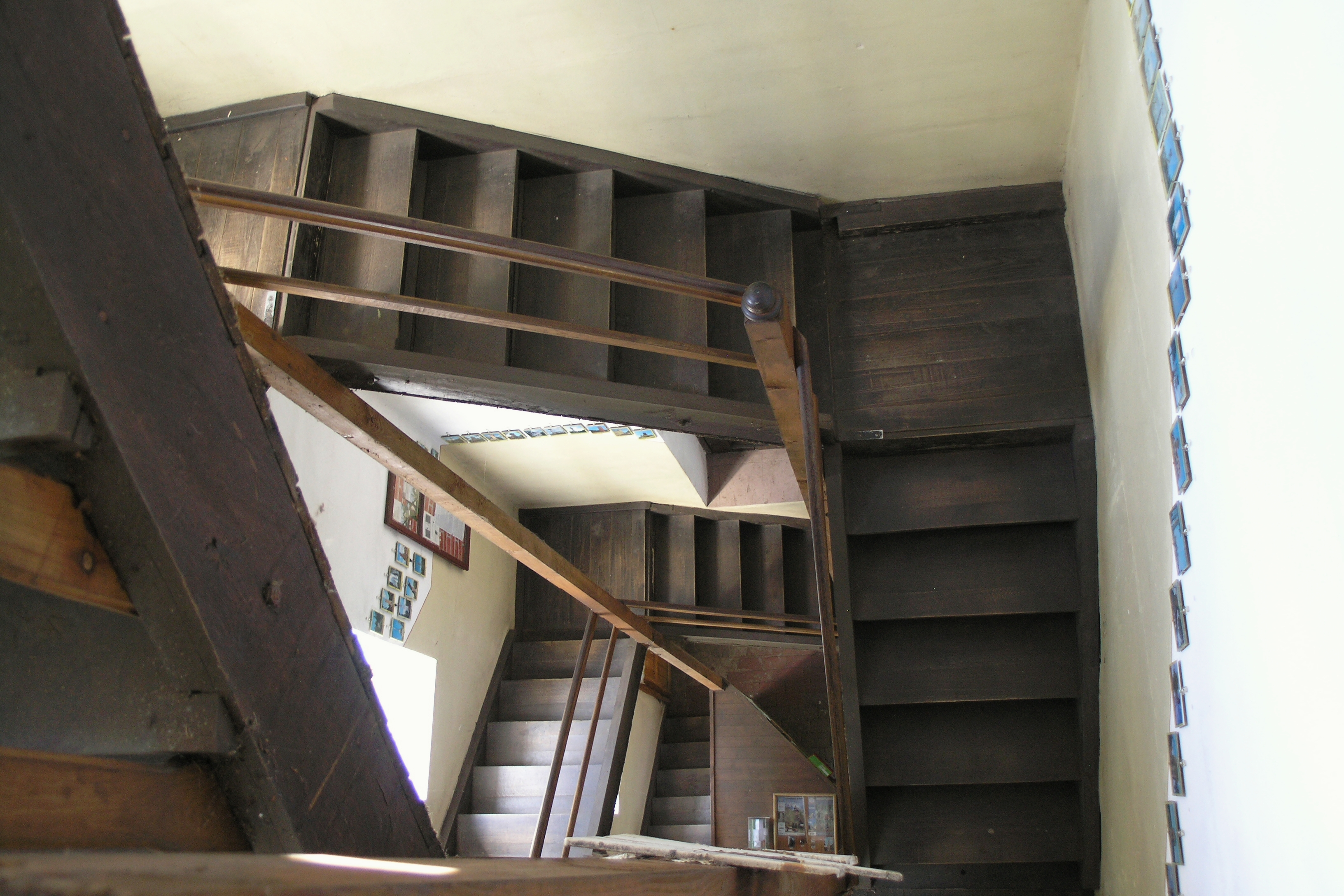
Schodiště
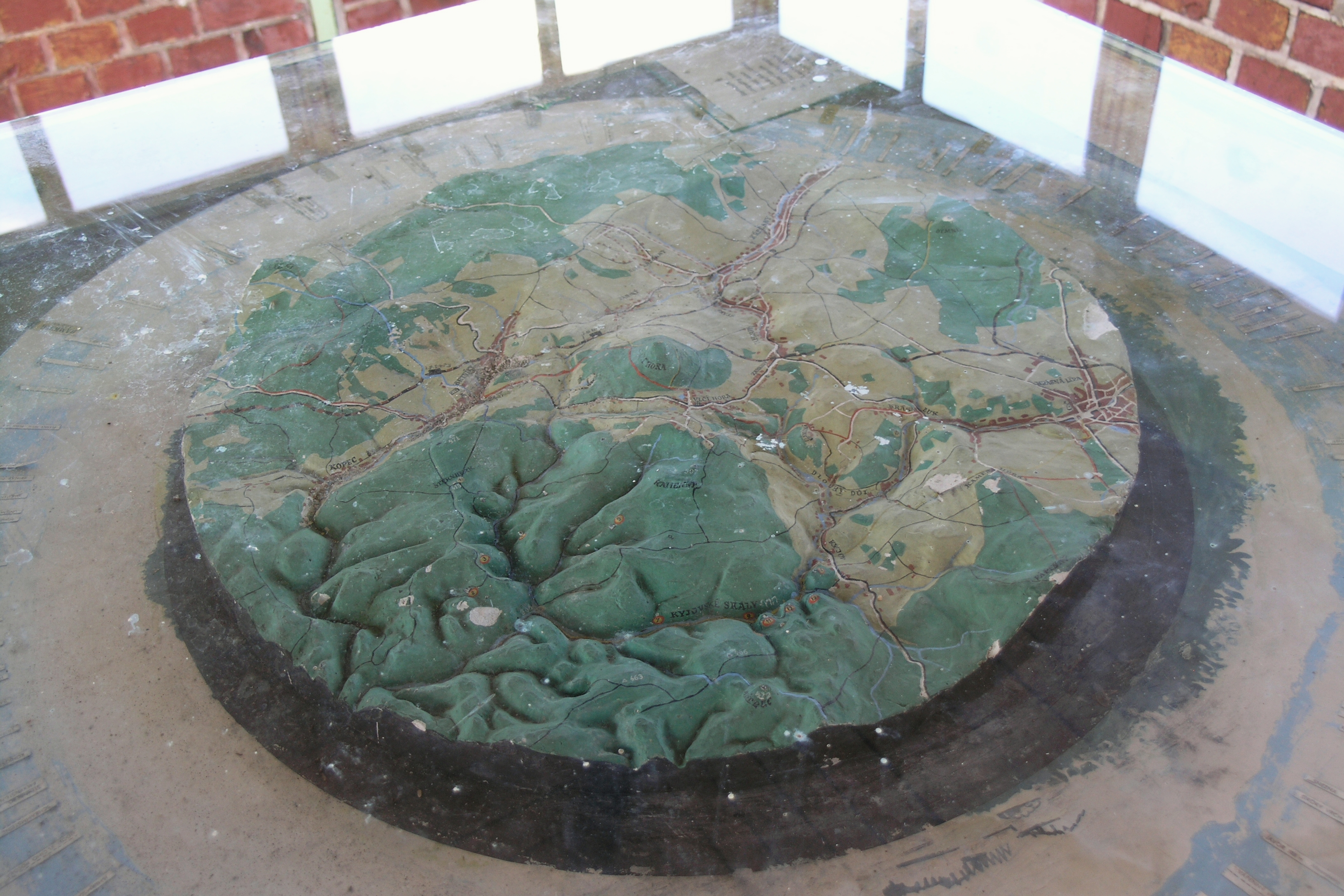
Model hory